# Jahwist

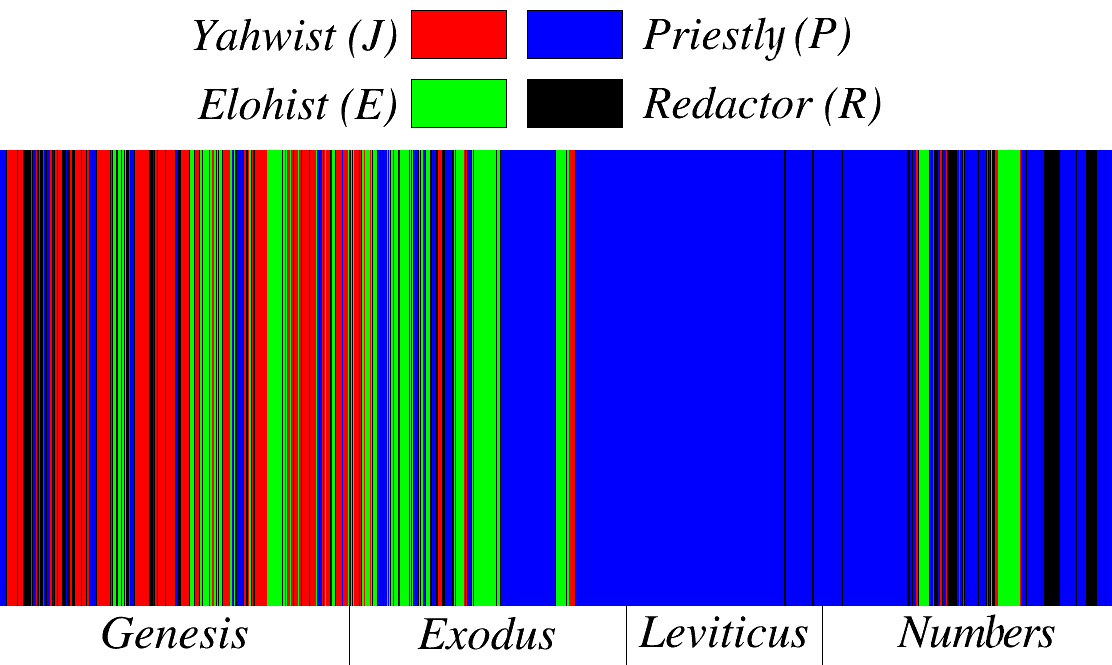
De veronderstelde spreiding van inhoud naar auteur over de boeken Genesis, Exodus, Leviticus en Numeri volgens Richard Friedman.

De Jahwist (J) is binnen de documentaire hypothese een van de vier hypothetische bronnen van de Thora (de eerste vijf boeken van de Hebreeuwse Bijbel, ook wel Pentateuch genoemd), samen met de Elohist, de Deuteronomist en de Priestercodex. J is de oudste bron, die zich met verhalen bezighoudt, en bestaat uit de helft van Genesis, de helft van Exodus en delen van Numeri. J beschrijft een mensachtige God, de zogenoemde JHWH, en richt zich op het territorium van het zuidelijke koninkrijk Juda en personen uit zijn geschiedenis. J heeft een vloeiende stijl en is op grond van deze hypothese rond 950 v.Chr. samengesteld in het koninkrijk Juda.

## Hypothetisch werk
Met Jahwist wordt in de Bijbelwetenschap het oudere werk aangeduid dat de basis vormt van de Thora en de basis vormt voor de verhaalconstructies erin. Het werk is niet als zelfstandige eenheid bewaard gebleven. Het is een literatuurwetenschappelijke hypothese.
Net als de Priestercodex (P), het boek Deuterojesaja, bron Q en andere geschriften, behoort Jahwist tot de hypothetische werken die worden gebruikt in de Bijbelwetenschap om de ontstaansgeschiedenis van de huidige boeken van de Bijbel te begrijpen. Van deze werken wordt aangenomen dat ze ooit daadwerkelijk in de een of andere vorm hebben bestaan en uiteindelijk zijn opgegaan in de uiteindelijke (canonieke) tekst. Sommige delen zijn ongeschonden overgeleverd, van andere delen alleen woorden, zinsdelen, zinnen of fragmenten van een verhaal. Het analyseren van de uiteindelijke tekst op deze restanten zal waarschijnlijk nooit leiden tot zekerheid over de zelfstandige vorm en inhoud van de Jahwist, dus er zal waarschijnlijk ook altijd wel discussie over blijven.

## Aanduiding
De gefingeerde naam Jahwist duidt erop dat deze bron al vanaf Genesis 2 de Godsnaam יהוה jhwh gebruikt en de verering van die naam uitdrukkelijk in Genesis 4:26 laat beginnen, terwijl de Priestercodex stelt dat de naam van God pas in Exodus 6:2 aan Mozes werd geopenbaard. In de delen van de oergeschiedenis in Genesis 1-11 gebruikt de Priestercodex in tegenstelling tot de Jahwist אֱלֹהִים ’elohîm, "God" en in de geschiedenis van de aartsvaders vanaf Genesis 17 de aanduiding אֵל שַׁדַּי ’el šaddaj, "de Ontzagwekkende" of naar de Septuagint "Almachtige God". Omdat het wisselen van aanduidingen voor God het belangrijkste verschil was om uit te gaan van verschillende bronnen, lag het voor de hand deze bron naar dit criterium te vernoemen.
Eichhorn sprak van het "document met de naam Jehova" tegenover het "Elohim document". Hupfeld, door wie de bron later vorm kreeg, sprak van "de bron met Jhvh-istische bestanddelen of het Jhvh-document". Uiteindelijk was het Wellhausen die de bron "Jahwist" of "J" noemde en daar is het bij gebleven. Ook in Engelse literatuur wordt de bron met "J" aangeduid, ook al heet de bron daarin Yahwist.
Omdat het werk op zich ook weer kan onderscheiden in verschillende delen, ontstonden aanduidingen als J1 J2 J3 of Je Jj Jr Ja Jb. Er is zelfs voorgesteld Jahwist op te splitsen in J en L (voor "Lekenbron") of J en N (voor "Nomadenbron").
Als het werk vanuit het oogpunt van de redactiegeschiedenis wordt bekeken, wordt een onderscheid gemaakt tussen de bron vóór redactie, JQ, en na redactie, JR. Latere toevoegingen aan het werk, maar voordat het door redacteur RJP werd samengevoegd met de Priestercodex P, worden aangeduid als JS.

## Omvang van het werk
Bron J begint in Genesis 2:5 met de beschrijving van de wereld voor de schepping. Traditioneel wordt Genesis 2:4b hiertoe ook gerekend, maar dit halve vers kan ook worden beschouwd als een redactionele toevoeging om de overgang van het eerste naar het tweede scheppingsverhaal soepeler te maken. De kenmerken van redactie houden op bij Numeri 24. Daarna kunnen naar het voorbeeld van Numeri 20:1 alleen Numeri 25:1a en Deuteronomium 34:5, 6 hier nog toe worden gerekend. De plaats Sittim zou tegelijk het aangrijpingspunt voor het deuteronomistische geschiedeniswerk kunnen zijn (vergelijk Numeri 25:1 met Jozua 2:1 en Micha 6:5).
Sommigen hebben de Jahwist ook een veroveringsgeschiedenis willen toeschrijven. Eduard Meyer dacht dit aan te treffen in Rechters 1. Deze aanname heeft geen stand gehouden bij verder onderzoek van Rechters 1. Eenduidige kenmerken van jahwistische redactie kunnen daarentegen wel worden gevonden in de vertelling van Gideons roeping in Rechters 6:11-24 en in de aankondiging van Simsons geboorte in Rechters 13:2-24. Hoe dit zich tot de Jahwist in de Pentateuch verhoudt, is niet duidelijk.
Ook Exodus 20:24b volgt jahwistische stijl en taalgebruik: "Op elke plaats waar ik mijn naam wil laten noemen, zal ik naar jullie toe komen en je zegenen." De uitspraak is een bijzin bij de altaarwetten in het verbondsboek Exodus 20:22-23:33, die zich tegen de centralisatie van de Jahwecultus in Deuteronomium 12 richt en daarin duidelijk de belangen van de Joodse diaspora behartigt. Omdat het verbondsboek pas met de toevoeging van de tien geboden in de Sinaï-perikoop kwam, kan de bijzin niet op de Jahwist teruggaan. Er blijkt echter uit dat de jahwistische redactie geen geïsoleerd verschijnsel was, maar in een bredere religieuze en sociale context moet worden beschouwd.
Niet alleen het verbondsboek ontbrak in het jahwistische werk, maar alle wettische onderdelen van de Pentateuch. De sporen van de jahwistische redactie worden alleen in de verhalende onderdelen aangetroffen. Daarom ontbreekt de Jahwist tussen Exodus 34 en Numeri 10 in zijn geheel en feitelijk grotendeels in de boeken Exodus en Numeri. In Deuteronomium kan alleen de dood van Mozes in hoofdstuk 34 als jahwistisch worden beschouwd. De relatief magere verteldraden hier leiden echter niet tot twijfel aan de hypothese. Het probleem treedt namelijk ook op bij de Priestercodex, die in de oorspronkelijke versie ook maar weinig wetsmateriaal bevatte.

## De oudere verhaalketens
Parallel aan de vragen rondom de redactiegeschiedenis ontwikkelde zich in recent onderzoek een nauwkeuriger beeld van het pre-redactionele verhaalmateriaal. Onderzoekers werden er steeds meer van bewust dat het verhaal van de Pentateuch op zes grote verhaalketens rust, die als schriftelijke eenheden oorspronkelijk losstaand werden overgeleverd:
1. de oergeschiedenis (Genesis 1-11)[15]
2. de geschiedenis van de aartsvaders (Genesis 12-35)
3. de geschiedenis van Jozef (Genesis 37 en 39-50)
4. de vertellingen over Mozes (Exodus 2-4)
5. de vertellingen over het dolen door de woestijn door de Israëlieten (Exodus 12 - Numeri 20 en Deuteronomium 34)
6. de vertelling over Bileam (Numeri 22-24)

Deze verhaalketens hadden al een lange literaire ontwikkeling doorgemaakt voordat ze door de jahwistische redactie met elkaar werden verbonden.

### Redactionele keuze van de bronnen
De zes verteleenheden werden in een keer verbonden tot de ons bekende volgorde; omdat deze selectie een duidelijk patroon laat zien, pleit dat er sterk voor dat een eigen redactie aan het werk is geweest. Alle verhalen - behalve één - spelen buiten Israël en Juda. Ze schilderen de dragers van de handelingen af als vreemden: Hagar in de woestijn (Genesis 16), Lot in Sodom (Genesis 13; 19), Abrahams dienaar in Mesopotamië (Genesis 24), Isaak bij de Filistijnen (Genesis 26), Jakob in Haran (Genesis 29-31), Jozef in Egypte (Genesis 39-45), later daar ook de Israëlieten (Genesis 46 - Exodus 12), Mozes in Egypte (Exodus 2) en later in Midjan (Exodus 3-4), het volk dat doolde in de woestijn (Exodus 12 - Numeri 24), Mirjam (Numeri 20:1) en Mozes (Deuteronomium 34:5,6) stierven voor de poort van het beloofde land.
De uitzondering bevestigt de regel: de Abrahamvertellingen spelen zich af in de bergen van Israël (Genesis 12, 16, 18, 21). Maar ook Abraham werd als vreemdeling uitgelegd. Hiertoe werd het land Israël met een kunstmatig onderscheid tussen Israëlieten en Kanaänieten in een bewust anachronisme als een land van vreemdelingen uitgelegd: "In die tijd werd het land bewoond door de Kanaänieten" (Genesis 12:6) en "Ik zal dit land aan jouw nakomelingen geven" (Genesis 12:7). Dat de Israëlieten het land zouden bezitten, lag verhaaltechnisch in de toekomst. Het was daarom volstrekt logisch dat Jakob en zijn zonen het land later verlieten en de Israëlieten daarna pas weer terugkeerden. Het jahwistische werk is een geschiedenis van vreemdelingschap. Het richtte zich tot de Judeeërs die niet in hun voorouderlijke land leefden.

### De oergeschiedenis
De oergeschiedenis berust op een vertelling over de oorsprong van de mensheid, een antropogonie. Net als Enoema Elisj, het Babylonische epos over de schepping van de wereld, begon het met de toestand van de wereld voor de schepping: "er [groeide] op de aarde nog geen enkele struik". In tegenstelling tot de Babylonische mythologie bestond de eerste akte niet uit het scheppen van de goden, maar begon met de schepping van de mens. Een enige God ging daarbij als een pottenbakker te werk. Nadat Hij Zijn schepsel adem in de neus heeft geblazen, plantte Hij voor hem een tuin als leefomgeving in het oostelijk geleden Eden. Daarna schiep God de dieren en ten slotte uit een rib van de mens de vrouw (Genesis 2:21,22). De twee oermensen brachten een zoon voort: Kaïn. Hij was de stamvader van een serie generaties die tot Noach en zijn drie zonen Sem, Cham en Jafet leidde. Deze opeenvolgende generaties mondde uit in de volkenlijst in Genesis 10, die de volken van de toenmalige wereld op basis van woonoord en taal indeelde en genealogisch verbond. Omdat de Babyloniërs en Perzen niet werden genoemd, maar wel Assoer, ligt een ontstaanstijd van de 7e eeuw v.Chr. voor de hand. De tegenwoordige toewijzing van de opsomming van volken aan de Priestercodex gaat terug op Schrader en de hem volgende Nöldeke, maar is strijdig met de duidelijke opbouw van de Priestercodex, waarin op de zondvloed de genealogie van Sem volgde in Genesis 11:10-26.
In deze verhalen zijn sporen van het ontstaan van cultuurvaardigheden terug te vinden: veeteelt en akkerbouw, stedenbouw, muziek, smeedkunst (Genesis 4:2, 17, 20-22). De omvangrijkste, iets latere invoeging is de overlevering van de zondvloed (Genesis 6-9), die op een uit Mesopotamië bekende, oeroude overlevering teruggaat en voor de Hebreeuwse lezers werd aangepast. Voordat de mensheid zich over de aarde verspreidde keerde de Chaos nog een keer terug. De vloedheld Noach overleefde door de voorzorgen van de God JHWH en werd de tweede stamvader van de mensheid. Dat het verhaal later werd ingevoegd, blijkt het duidelijkst uit de cultuurgeschiedenis in Genesis 4, die er duidelijk niet op voorbereid is dat door de vloed alles weer van voren af aan zou beginnen.

### Geschiedenis van de aartsvaders
De geschiedenis van Abraham, Isaak en Jakob heeft drie grote, kunstig uitgewerkte vertellingen als fundament: de zoektocht naar een bruid voor Isaak (Genesis 24), het bedrog van Jakob om de zegen te krijgen (Genesis 27) en het huwelijk van Jakob met de dochters van Laban en de geboorte van zijn zonen (Genesis 29-30). Deze vertellingen worden in Genesis 24:67aβ, 25:21bβ,24-26a, 27 en 28:10 met grove steken aan elkaar genaaid. Hier gaat de geboorte van de zonen van Abraham aan vooraf. Omdat Sara oorspronkelijk onvruchtbaar was, gaf zij Abraham haar dienstmaagd Hagar tot vrouw, die Ismaël baarde (Genesis 16:1, 3aα,b, 4a, 15). Daarna werd Sara zelf zwanger en baarde Isaak (Genesis 21:2-3,8). Alle gebeurtenissen speelden zich binnen de familie af, sterker nog, het voortbestaan van de familie is het enige thema: huwelijk, nakomelingen en erfopvolging. De figuren zijn geen representanten, maar individuen. Opvallend is de geografisch brede horizon. Abraham verbleef in de woestijn richting Egypte (Genesis 20:1). Isaak woonde in Berseba aan de zuidwestelijke grens van Juda (Genesis 28:10). Het land van hun verwanten is het noordelijke Syrië (Genesis 24:4,10; 27:43). Een zelfstandig fragment betreft de vertellingen over Isaak in Gerar in Genesis 26, waarmee het opvolgingsverhaal in Genesis 25 en 27 wordt onderbroken.
Deze familievertelling is later tot een oorsprongsgeschiedenis van Israël uitgegroeid. De vertelling over Abraham werd uitgebreid met de overlevering over Lot, die over een stad ging die lag waar nu de Dode Zee ligt, namelijk Sodom dat vanwege de bandeloosheid van de inwoners ervan ten onder ging (Genesis 13; 18-19). Lot, voor het vurige oordeel gespaard, verwekte bij zijn beide dochters de zonen Moab en Ammon, waaruit de koninkrijken aan de oostelijke kant van de Jordaan ontsproten (Genesis 19:30-38). Jakob gold als de stamvader van de Israëlieten zoals Esau als de stamvader van Edom gold en Laban als die van de Arameeërs. Op zijn vlucht voor Esau richtte Jakob het heiligdom in Betel op, het belangrijkste koninklijke heiligdom voor het noordelijke koninkrijk Israël (Genesis 28:11-19). Bij zijn terugkeer gaf hij het gebergte Gilead zijn naam (Genesis 31:48), vestigde Machanaïm in oostelijk Jordanië (Genesis 32:2,3), plantte de Debora-boom bij Luz (Genesis 35:8) en vestigde het graf van Rachel bij Efrat (Genesis 35:20).
Het theater van deze nationalisering was het noordelijke koninkrijk Israël of zijn invloedssfeer. Daarom valt op dat dit koninkrijk in de vertellingen niet voorkomt. Als grondlegger van de cultuur nam Jakob = Israël zelf de koninklijke rol over. Daaruit kan met enig voorbehoud worden geconcludeerd dat deze rolwisseling rond het einde van het koninkrijk moet hebben plaatsgevonden, toen het in 722 v.Chr. door de Assyriërs werd verwoest. Ze kon tot afstammelingen van de toplaag worden herleid, die bij de verovering van Samaria naar Juda waren gevlucht. Hiervoor pleit de indruk dat de vertellingen de plaats beschrijven van een minderheid die er niet meer woont.

### Geschiedenis van Jozef
De vertelling over Jozef en zijn broers speelt zich weer af in de familiekring. In zijn oudste vorm is het een sprookje. Zoals zoveel sprookjes begon het met een broederconflict: de vader trok de jongste voor en wekte daarmee de jaloezie van de oudere broers. Ze verkochten Jozef naar Egypte (Genesis 37). Daar klom hij aan het einde van een weg vol vernederingen op tot de eerste man na de farao (Genesis 41). Aan de verleidingsscène door "de vrouw van Potifar" (Genesis 39:6-20) lag een Egyptische broedersprookje uit de 19e dynastie ten grondslag. Later is de geschiedenis van Jozef tot een novelle uitgewerkt, die het wisselende lot van de held uitlegt als een voorbeeld van de leiding van JHWH.

### Vertellingen over Mozes
Van deze verhaalketen is alleen het begin bewaard gebleven. Mozes, van geboorte een Leviet, werd in een kistje in de Nijl gelegd en door de dochter van de farao geadopteerd. Dat kan zijn Egyptische naam verklaren (Exodus 2:1-10). Deze episode is een aangepaste versie van de herkomstvertelling van koning Sargon van Akkad, die in een Neo-Assyrische versie bewaard is gebleven. Toen bekend werd dat hij in een conflict als wreker had opgetreden, moest hij voor de farao vluchten (Exodus 2:11-15a) In Midjan, het noordwesten van het Arabisch Schiereiland, trouwde hij met de dochter van de priester (Exodus 2:15b-22). Na de dood van de farao (Exodus 2:23aα) keerde Mozes naar Egypte terug (Exodus 4:20a). Hier breekt de bron af. De etiologie van de brandende doornbos in de woestijn werd in deze verhalen ingevoegd. Hierin werd ook vermeld dat Mozes' rol die van een (Levitische) priester was.

### Dolen in de woestijn
Het dolen in de woestijn na de uittocht uit Egypte begon in de deltaresidentie van Ramses II (Exodus 12:37a) en voerde langs de tussenstations Sukkot, Etam (Exodus 13:20), de woestijn van Sur (Exodus 15:22), Mara (Exodus 15:23), Elim, (Exodus 15:27). de woestijn van Sin (Exodus 16:1), Refidim (Exodus 17:1), de Sinaïwoestijn (Exodus 19:2) tot aan Kades aan de zuidgrens van Juda (Numeri 20:1) en het kennelijk in de buurt gelegen Sittim (Numeri 25:1a). De opsomming van tussenstations verschaft een verteldraad waaraan de keten van episoden worden geregen: het bittere water van Mara (Exodus 15:23) en de palmoase Elim (Exodus 15:27), het eten van de uitscheiding van schildluizen (manna genoemd) (Exodus 16:13b-15a,21,31) en het eten van kwartels (Numeri 11:31,32).
Het verloop werd door twee invoegingen waarin Mozes voor het eerst optrad onderbroken: het wonder bij de zee (Exodus 14) en de ontmoeting van JHWH op de Godsberg in de woestijn Sinaï (Exodus 19:2b-3a; 24:18b; 34:28aβγ), die later in het verloop van een lange literaire ontwikkeling tot de plaats van de oudtestamentische wet is ontwikkeld. Naast Mozes werd ook de profetes Mirjam genoemd, die na de redding bij de zee het overwinningslied aanhief (Exodus 15:20,21) en waarvan haar dood in Kades werd vermeld (Numeri 20:1) net als de dood van Mozes (Deuteronomium 34:5,6).

### Vertelling over Bileam
Tussen de dood van Mirjam en de dood van Mozes is de laatste grote verteleenheid ingevoegd, die over de ziener Bileam. Hij werd door de Moabitische koning Balak ingehuurd om Israël te vervloeken, maar in plaats daarvan zegende hij hen (Numeri 22-24). Ze weerspiegelen de conflicten tussen Israël en het toenmalige vazallenkoninkrijk Moab. Ook hier is een oud verhaal uit een buitenbijbelse bron ingevoegd, waarnaar mogelijk de Aramese Bileam-inscriptie uit Tell Dēr ‘Allā verwijst. De redactionele interventie heeft meer gevolgen, waardoor het dolen van de Israëlieten niet alleen meer over (de omgeving van) de directe weg vanuit het zuiden, maar ook over het oostelijke Jordanië voerde.

## Datering
Sinds tegen het einde van de 19e eeuw de late datering van de Priestercodex algemeen geaccepteerd werd, werd de Jahwist in de vroege tijd geplaatst. Men begreep dat de oudere bronnen van de Pentateuch de verzameling was van overleveringen uit de tijd voor de koningen, die aan het begin van de koningstijd, de tijd van Salomo in de 10e eeuw v.Chr., werd samengesteld. Doel ervan was bij de culturele veranderingen die door de invoering van het koningschap ontstonden, de oudere tradities voor komende generaties te bewaren. Belangrijke argumenten zijn dat de Jahwist (nog) een geschiedenis zonder koningen beschreef, dat hij Israël en Juda (nog) als eenheid beschreef, wat niet verenigbaar is met Deuteronomium en de deuteronomistische geschiedenis.
Maar als redactionele verzameling die is gebaseerd op schriftelijke bronnen, vereist ook de Jahwist net als de andere werken de aard en ondergang van het Israëlitische en Judese koningschap. De koningen ontbraken, want ze waren er niet meer. De eenheid van Israël en Juda was mogelijk, hoewel Israël als politieke eenheid was verdwenen en Juda ondertussen beweerde de traditie van heel Israël te vertegenwoordigen. De centralisatie van de Jahwe-cultus was niet onbekend, maar werd categorisch afgewezen. Het werk reageerde op de kwestie van de beginnende Joodse diaspora, die theologisch werd verwerkt. De verbeelding van Jahwe als een hemelgod (uitdrukkelijk in Genesis 24:3, indirect in Genesis 11:5; 18:21; Exodus 3:8; 34:5) wijst al vooruit naar de Perzische tijd.

## Kenmerken

### Thematische kenmerken
In de Jahwist is JHWH een menselijke god. Dat was enerzijds fysiek: zo wandelde God door de tuin van Eden (Genesis 3:8) en daalde Hij af om de toren van Babel te bekijken (Genesis 11:5 - zie ook Exodus 17:7), maar ook mentaal: zo onderhandelde Abraham met JHWH voor het lot van Sodom en Gomorra (Genesis 18:20-33) en stemde Mozes JHWH milder toen hij de Israëlieten in eerste instantie wilde uitroeien (Exodus 32:11-14).
De Jahwist houdt zich in het bijzonder bezig met Juda, inclusief de relatie met zijn rivaal en buur Edom; het richt zich vooral op Judese steden als Jeruzalem en steunde de legitimiteit van het Huis van David. De Jahwist is ook kritisch in de richting van de andere stammen van Israël en suggereert dat de hoofdstad van het noordelijke koninkrijk Israël Sichem werd veroverd door een list waarbij alle oorspronkelijke inwoners werden uitgeroeid (Genesis 34).
Michael D. Coogan identificeerde drie terugkerende thema's in de traditie van de Jahwist: de relatie tussen de mens en aarde (Genesis 2:7; 3:17,19; 4:11; 5:29), scheiding tussen mensen en God (Genesis 3:22; 6:1-4; 11:1-9) en het toenemende verval van de mensheid (Genesis 6:12,13).

### Kenmerken van de Jahwistische redactie
Iedere hypothese over een redactionele geschiedenis beroept zich op literair-kritisch onderscheid tussen de bronnen van vóór redactie en de literaire aanvullingen van de redacteur, die de bronnen uitkoos, ordende, verbond en met het oog op zijn literaire en theologische doel bewerkte. Van redactie kan alleen worden gesproken als het redactionele niveau zich niet alleen literair-kritisch van de bronnen laat onderscheiden, maar ook door bepaald taalgebruik, stijl en inhoudelijke kenmerken als samenhangend te onderscheiden is.
Dat geldt voor de Jahwist. De oudere exegese onderkende dit en maakte regelrechte catalogi aan; alleen dacht men met het idioom van de verteller te maken te hebben en zag nog niet dat het in feite het taalgebruik van de redactionele tekst is, dat het werk de stilistische signatuur verleende.
Hoe dan ook: men mag zulke criteria niet zomaar toepassen. De redactie hangt qua stijl ook van de bronnen af en heeft op zijn beurt de later toegevoegde teksten weer beïnvloed. De samenhang met de bronnen is in het geval van de Jahwist bijzonder sterk. Daarom is de literaire stijl niet zo makkelijk te herkennen als die van de Deuteronomist of de Priestercodex. De literair-kritische indicatoren om onderscheid te kunnen maken tussen de redactie en de brontekst zijn echter overwegend eenduidig. De redactie heeft een karakteristiek profiel dat zich van de gemeenschappelijke theologische ideeën binnen het Oude Testament en hun taalgebruik onderscheidt.
Anders dan de kunstmatige naam "Jahwist" doet vermoeden, hoort de Godsnaam niet tot de belangrijkste kenmerken. Hoewel het eigen taalgebruik in dit opzicht consistent is, heeft de redacteur het godsdiensthistorisch bonte beeld dat zijn bronnen boden gehandhaafd. Talrijk zijn dan ook bij de Jahwist vindplaatsen met de Godsaanduiding "Elohim" (Genesis 2:5,7-9,15,16,18,19,21,22; 3:8,9,12,21,23; 4:25; 21:6; 27:28; 28:12,17; 32:2-3,29; Exodus 3:4; 19:3; Numeri 22:12,22). Omgekeerd gebruikten ook de latere toevoegingen en niet op de laatste plaats de Priestercodex de Godsnaam יהוה jhwh (vergelijk in het bijzonder Genesis 17:1).
Een soort taalkundig bepalend fossiel is de uitdrukking "genade vinden in iemands ogen" (מצא חֵן בְּעֵינֵי). Deze wordt in Genesis tot en met Numeri 26 keer gebruikt, waarvan 15 plaatsen teruggaan tot op de Jahwist (Genesis 6:8; 18:3; 19:19; 30:27; 32:6; 33:8,10,15; 39:4,21; 47:29; Exodus 3:21; 12:36; 34:9; Numeri 11:11); de andere vindplaatsen zijn door de jahwistische redactie beïnvloed (Genesis 34:11; 47:25; 50:4; Exodus 11:3; 33:12,13,13,16,17; Numeri 11:15; 32:5). De uitdrukking heeft zijn wortels in de stijl van hoofse spraak en heeft betrekking op de verhouding van een hooggeplaatste, meestal een koning, tot een laaggeplaatste. In de dialoog spreekt de laaggeplaatste de hooggeplaatste aan met "mijn heer" en noemt zichzelf "de knecht" (Genesis 18:3-5; 19:18-19; 32:5-6,19; 33:8,15; Exodus 34:9; Numeri 11:11).
Dat de redacteur tot het hoofse milieu behoorde, blijkt uit zijn vertrouwdheid met spreekvormen en rechtspleging. Zo gebruikte hij de aanklachtformule: "Wat heb je gedaan?" (Genesis 3:13; 4:10). Hij kende het koninklijke recht om te doden (Genesis 2:17), de formele beschuldiging (Genesis 43:6) en het appel (Genesis 16:5). Met hoofse wendingen gebruikte hij het rechtsinstituut van moord schreeuwen om sleutelscènes vorm te geven (Genesis 4:10; 18:20; 19:13; 27:34; Exodus 3:7; 14:10; 15:25; 17:4; Numeri 11:2).
Zo gebruikte de redacteur ook de taal van de koninklijke cultus. Hij gebruikte uitdrukkingen uit het klaaglied van de eenzamen en uit het danklied (Genesis 16:11; 29:32,35; Exodus 3:7), net als elementen van heilsorakels die op het klaaglied antwoordden, zoals de geruststellende formule "Wees niet bang" (Exodus 14:13), de formule van bijstand "Ik zal je terzijde staan" (Genesis 26:3,28; 28:15; 31:3; 39:2,3,21,23) en de formule om zich voor te stellen "Ik ben Jahwe" (Genesis 28:13). De openbaring aan Jakob in Betel werd door de redacteur als een cultische ontmoeting met God uitgebeeld (Genesis 28:13a,15a,16). Hetzelfde gold voor de ontmoeting met God van Mozes op de Sinaï (Exodus 34:5,9a).
Opvallend zijn de vele vragen: "wie?", "wat?", "waarom?" (Genesis 18:13; 24:23; 27:20; 29:15; 30:31; 32:28,30; 33:8; 37:15,26), maar vooral "waar?". "[Adam,] waar ben je?" (Genesis 3:9) en "Waar is Abel, je broer?" (Genesis 4:9) zijn de beroemdste voorbeelden van een stijlmiddel dat zelden zo vaak wordt gebruikt (Genesis 16:8; 18:9; 19:5; 32:18; 37:16; Exodus 2:20). Hieruit blijkt vertrouwdheid met de hoofse Wijsheidsliteratuur.
De redacteur voegde aan scènes sturende zinnen toe die de lezer aanspoorden het beschrevene op zijn eigen situatie toe te passen. De sturende zinnen onderstreepten de werkzame tegenwoordigheid van Jahwe. Veel ervan hebben een ethische lading. "Het is niet goed dat de mens alleen is" (Genesis 2:18) is het eerste voorbeeld. Vele volgden: "Ik zal je zegenen ... een bron van zegen zul je zijn" (Genesis 12:2); "Is ook maar iets voor de HEER onmogelijk?" (Genesis 18:14 - zie andere voorbeelden in Genesis 4:9; 13:8; 16:13; 24:50; 28:16; 29:15; 33:9; 37:26; Exodus 18:11; Numeri 11:23).
Een bijzonder doeltreffende vertelconstructie is het schema van aankondiging en vervulling. De gebeurtenissen werden niet eenvoudig als zodanig beschreven: belangrijke gebeurtenissen volgden regelmatig op een belofte (Genesis 2:18; 5:29; 8:21; 12:2-3; 16:11; 18:10; 26:3; 28:15a; 31:3; Exodus 3:7-8; 14:13; 11:23). Hiermee moest het werk hoop wekken bij de geadresseerden. Ook negatieve gebeurtenissen zoals de zondvloed en de vernietiging van Sodom werden vooraf aangekondigd (Genesis 6:5-7; 18:20-21). De dreigende taal in de richting van de vijandelijke volken betekenden voor de Israëlieten een belofte van bescherming.

## Geschiedenisbeeld
Het werk volgt het ontstaan van het volk Israël vanaf het scheppen van de wereld tot aan de drempel van de verovering van Palestina. Er wordt een geschiedenis van vreemdelingschap beschreven. Het begon al met de verdrijving uit het Paradijs. Het pad van de vreemdeling is een moeilijk lot; omdat het in strijd is met een antropologisch fundament: de wezenlijke verbinding van de mens (אָדָם ’ādām) met de aarde (אֲדָמָה ’ādāmāh). Om dit aan te tonen werd het scheppingsverhaal redactioneel uitgebreid: de mens is uit aarde geschapen (Genesis 2:7a) en zal daar aan het einde van zijn leven naar terugkeren (Genesis 3:19). De bomen in de tuin en ook de dieren spruiten uit de aarde (Genesis 2:9,19), uiteindelijk ook de vrouw, omdat zij uit de rib van de mens is gemaakt. De bestaansreden van de mensen is "de aarde te gaan bewerken, waaruit hij was genomen" (Genesis 2:5; 3:23), dat wil zeggen een boer zijn.
Als de relatie tussen de mens en de aarde wordt verstoord, is dat een vloek. Dat vertelt de ingevoegde scène van de zondeval (Genesis 3). Ongehoorzaamheid is eerder tragisch dan schuld: de vrouw, die nog niet was geschapen toen Jahwe het verbod in Genesis 2:17 uitsprak, wist niet dat zij dit verbod overtrad – de verleiding door de slang (Genesis 3:1-5) werd pas later toegevoegd – en de man wist niet waar de vrucht vandaan kwam die de vrouw hem gaf. Hoe dan ook leidde deze daad tot het verlies van het oorspronkelijke thuis. Het verging Kaïn erger. Omdat hij de aarde had doordrenkt met het bloed van zijn broer, werd hij zelf vervloekt en moest weg van het gecultiveerde land. "Dolend en dwalend" ging hij over de aarde (Genesis 4:11-12). Maar het bestaan als vreemdeling kan ook een opdracht van God zijn, zoals bij Abraham (Genesis 12:1). Als deze gehoorzaam wordt uitgevoerd, wordt de weg in het onbekende land met de hulp en zegen van Jahwe verbonden en uiteindelijk met de belofte van de terugkeer (Genesis 28:15a; 31:3).
Het is niet mogelijk te weten of het jahwistische werk de Joden in ballingschap en diaspora aansprak en beantwoordde aan de religieuze uitdaging die hierdoor ontstond. De uitdagingen van de vreemdeling worden zo nu en dan op dramatische wijze beschreven. Lot ervoer de bewoners van Sodom als een horde bandeloze zondaars die er niet voor terugdeinsden zich seksueel te vergrijpen aan de gasten die hij in huis had genomen (Genesis 19:5). Isaak vreesde vanwege zijn mooie vrouw door de Filistijnen te worden vermoord (Genesis 26:7). Jozef belandde in de gevangenis door valse beschuldigingen van de vrouw van zijn Egyptische meester (Genesis 39). De farao dwong de Israëlieten tot herendienst met het uitgesproken doel hen te decimeren (Exodus 1:10,11). Toen deze opzet mislukte, beviel hij de vroedvrouwen de pasgeboren zonen van de Hebreeën te doden (Exodus 1:15-16).
Hierbij hebben zich bijzondere levensvormen en waarden ontwikkeld. De afzondering van de verwekte afstammelingen werd streng bewaakt (Genesis 24:3). Interne conflicten werden met verwijzing naar de bijzondere saamhorigheid beslecht (Genesis 13:8). Erfopvolging was bijzonder belangrijk. Om dit te illustreren werd de natuurlijke successie door huwelijk, opvoeding en geboorte met onnatuurlijke regelmaat verstoord. Sara, Rebekka en Rachel waren allen eerst onvruchtbaar, totdat door ingrijpen van Jahwe de erfgenaam werd geboren. Ook de zwangerschappen van Eva (Genesis 4:1), Hagar (geboorte-orakel in Genesis 16:11) en Lea (Genesis 29:31) werden aan Jahwe toegeschreven. Op deze manier werd het blote voortbestaan van de familie een bewijs van de krachtige hulp van Jahwe.
Ook de godsdienst werd door de voorwaarden van de familie bepaald. De redactie veronderstelde bij hun lezers de opvatting dat de werkingssfeer van Jahwe nog aan het land Israël en Juda verbonden was. Jahwe had Zijn oorspronkelijke binding aan het land Israël en Juda laten vallen en was een God geworden die meereisde. De verwantschap met Hem was niet meer afhankelijk van de plaats waar Zijn aanbidders woonden, waar deze God Zijn traditionele werkingssfeer had, maar omdat de stamboom Jahwe aanbad. Jahwe werd de "God van de voorvaderen", "voor wie niet de vaste verbinding met een plaats, maar de voortdurende verwantschap met een groep mensen het onderscheidende kenmerk is". Overal waar Zijn aanbidders naar uitwaaierden, bewees Hij Zijn zegenrijke kracht. Als "God van hemel en aarde" (Genesis 24:3) was hij de Schepper van de wereld en stuurde Hij ieders lot. We zien hier een diep ingrijpende godsdiensthistorische omwenteling. Maar ook als hemelgod bleef Jahwe verbonden aan Zijn afkomst. De bijzondere verwantschap met Zijn aanbidders bleef bestaan, ja ze werd de feitelijke betekenis van de volledige presentatie.